# Кустова, Александра Геннадьевна
Александра Геннадьевна Кустова (род. 26 августа 1998, Магадан) — российская прыгунья на лыжах с трамплина. Участница Олимпийских игр и чемпионата мира.

## Биография
Александра дебютировала в возрасте 12 лет на международных соревнованиях в 2010 году на Континентальном кубке в Рованиеми. Эти соревнование были самыми престижными в женских прыжках с трамплина в то время.
Впервые приняла участие на этапе Кубка мира в январе 2014 года в Чайковском. Она сумела набрать первые кубковые очки в японском Дзао, заняв 24-е место в том же месяце. На чемпионате мира среди юниоров 2015 года в Алматы завоевала серебряную медаль в командном первенстве. Спустя три года она повторила это достижение.
В декабре 2016 года Кустова добилась своего лучшего результата, заняв одиннадцатое место в Нижнем Тагиле. В декабре 2017 года она выиграла серебро в командном турнире в Хинтерцартене. Она участвовала в Олимпийских играх 2018 в Пхенчхане, заняв 24-е место.
Она улучшила свои результаты в сезоне 2018/2019, сумев занять пятое место в Лиллехаммере на Кубке мира и принять участие на своем первом чемпионате мира в Зефельде. Однако она была дисквалифицирована на восемнадцать месяцев за нарушение антидопинговых правил Российского антидопингового агентства с ноября 2019 года.